# Patrick Mower
Patrick Mower (Oxford, 12 september 1938) is een Engelse acteur.
Mower werd geboren als Patrick Archibald Shaw en is de zoon van een vader uit Wales en een moeder uit Engeland.
Na een aanvankelijke opleiding bij de British Motor Corporation Cowley, Oxford, haalde hij later zijn diploma bij de RADA. Zijn eerste optreden was in de detectiveserie Callan in het begin van de zeventiger jaren. Daarna speelde hij DCI Tom Haggerty in Special Branch naast George Sewell, en DS Steve Hackett in de politieserie Target. Verder was hij te zien in de Carry On films, zoals Carry On England. Mower speelde gastrollen in Jason King, Space: 1999, UFO, en The Sweeney. Sinds 2000 vervult hij de rol van Rodney Blackstock in the ITV-productie Emmerdale.